# Mercedes-Benz CDI-motor
Mercedes-Benz CDI-motoren waren de common-rail-dieselmotoren die door Mercedes-Benz vanaf 1998 werden gebouwd. Zij waren de opvolgers van de OM601-, OM602- en OM603-serie dieselmotoren en waren daar ook grotendeels op gebaseerd.
Dit artikel behandelt de volgende motoren:
- Eerste generatie CDI's - de OM611, OM612 en OM613
- Tweede generatie CDI's - de OM640, OM646, OM647, OM648 en OM628
- Derde generatie CDI's - de OM642, OM646 en OM629

Van de nieuwste generatie CDI's met de code OM651 is een aparte pagina.
De afkorting „OM“ staat voor „Oel-Motor“ (motor, die met lichte olie/diesel gestookt wordt) en duidt op de dieselmotoren van Mercedes-Benz.

## De eerste en tweede generatie CDI-motoren
OM611, OM612 en OM613
Halverwege 1998 kwam de eerste CDI-motor van Mercedes, de OM611 op de markt en volgde de E220 diesel op. Deze motor had vier cilinders met een totale inhoud van 2,2 liter.
Met de introductie van de face-lift (Mk II) van de E-Klasse W210 in 1999 kwamen hierbij ook de OM612 en OM613 als vijf- en zescilindermotoren met 2,7 en 3,2 liter op de markt. Deze motoren werden vanaf het begin geleverd met turbolader, intercooler en vier kleppen per cilinder.
OM640, OM646, OM647, OM648, OM628
In de loop van de jaren werden de CDI-motoren van de eerste generatie gemodificeerd waarna ze een andere code kregen. De volumes bleven gelijk, alleen het vermogen steeg enigszins. Deze kunnen worden beschouwd als de tweede generatie.

### OM611/OM646/OM640 (viercilinder)
De OM611 met precieze aanduiding (OM 611 DE 22 LA) werd vanaf 1998 tot 2003 in de personenautos van de C-, CLK- en E-Klasse verkocht en ook in de Sprinter, Viano en Vito. De 2,2 liter turbodieselmotor heeft een slagvolume van 2148 cm³ (slag is 88,3 mm en de boring 88 mm) en is met vier kleppen per cilinder en een Bosch common-railinjectiesysteem uitgerust. Daarbij heeft de motor een turbolader met variabele turbinegeometrie, Exhaust-gas-recirculation (EGR) en variabele luchtinlaatlengte.
De motor werd in de personenwagens met twee verschillende vermogens geleverd (typeaanduiding 200 CDI en 220 CDI). In de OM611 met 75–105 kW (102–143 pk) en in de gemodificeerde OM646 met 90–110 kW (122–150 pk).
Bij de bedrijfswagens is de motor (OM 611 DE 22 LA) ook met de vermogens 60 kW (82 pk) – x08CDI –, 80 kW (109 pk) – x11CDI – en 95 kW (129 pk) – x13CDI –geleverd.
De kleinere OM640 werd in de A-klasse geleverd vanaf 2004 en heeft 1991 cm³ (83,0 × 92,0 mm). In de A160CDI levert deze motor 60 kW (82 pk en 180 Nm bij 1400 t/min) en in de A180CDI 80 kW (109 pk 250 Nm bij 1600 t/min).

### OM612/OM647 (vijfcilinder)
De 2,7 liter vijfcilinder is geleverd in de C/CLK/E- en ML-klasse alsook in de Sprinter. Daar heeft de OM612 motor 120–130 kW (163–177 pk) en in de Sprinter 115 kW (156 pk). AMG heeft van 2003–2005 een speciale editie geproduceerd voor de C-Klasse, de C 30 CDI (motortypeaanduiding OM 612 DE 30 LA). Deze had een vermogen van 170 kW (231 pk) en 3,0 liter inhoud. De motor is tot in 2008 door Ssangyong in Korea onder licentie geproduceerd.
Ook is de OM612 op speciaal verzoek in de G-Klasse geleverd.
In de E-Klasse (W211) werd de gemodificeerde vijfcilinder OM647 als E 270 CDI met 130 kW(177 pk) aangeboden. Vanaf eind 2004 is deze motor vervangen door de met partikelfilter uitgeruste zescilinder OM648. Deze droeg de typeaanduiding E 280 CDI en had een getemperde 3,2 liter motor met een vermogen van eveneens 130 kW (177 pk). Deze werd dan weer in 2005 afgelost door de modernere 3,0 Liter V6-CDI OM642 met 140 kW (190 pk). De modelnaam E 280 CDI bleef bestaan.

### OM613/OM648 (zescilinder)
De 3,2 literzescilinder in lijn had met de OM613 een vermogen van 145 kW (197 pk) en werd door de gemodificeerde OM648 met 150 kW (204 pk) vervangen. De OM648 was vanaf 2004 kort als getemperde versie in de E-klasse als 280 CDI te koop. Deze motor verving de vijfcilinder-OM647, die destijds niet met partikelfilter werd geleverd. De zescilinder-E 280 CDI had eveneens 130 kW (177 pk) en had standaard het filter (DPF).

### OM628 (achtcilinder)
De OM628 werd vanaf 2000 als 4,0 liter (3996 cc) V8-CDI geleverd in de S400CDI, E400CDI, ML400CDI en G400CDI. Naargelang het model leverde deze motor 184 tot 191 kW (250 tot 260 pk).
OM 628 DE 40 LA:
- Cilinderinhoud: 3996 cm³
- Boring: 86 mm, Slag 86 mm
- Compressie: 18,5 : 1
- Vermogen: 184 kW (250 pk) bij 4000 t/min
- Max. koppel: 560 Nm bij 1700 tot 2600 t/min

## De derde generatie CDI-motoren
OM646, OM642, OM629
De derde generatie CDI-motoren maakt gebruik van nog hogere inspuitdrukken dan de tweede generatie.

### OM646 (viercilinder)
Vanaf 2007 werd het vermogen van de tweede generatie OM646 nogmaals verhoogd, tot 100 kW (136 pk) in de 200 CDI en tot 125 kW (170 pk) in de 220 CDI.

### OM642 (zescilinder)
Vanaf 2005 verving de nieuwe V6-CDI OM642 tegelijk de oude vijf- en zescilinder-CDI's. Het slagvolume van de nieuwe motor bedraagt 3,0 liter, de typeaanduidingen blijven daarentegen E 280 CDI met 140 kW (190 pk) en E 320 CDI met 165 kW (224 pk).

### OM629 (achtcilinder)
De slechts licht gewijzigde opvolger OM629 kwam midden 2005 op de markt. Met nieuwere CDI-techniek en hogere turbodruk, maar met gelijke cilinderinhoud, kreeg deze motor een hoger vermogen en koppel.
Deze 4,0 liter V8-CDI met 3996 cm³ werd geleverd in de E-Klasse, S-Klasse, GL-Klasse als 420 CDI.
In de G-Klasse verviel de V8-CDI ten gunste van de V6-CDI OM629.
De OM629 met de benaming OM 629 DE 40 LA wordt anno 2008 in de volgende Mercedes-Benz auto's toegepast:
| Mercedes       | E-Klasse                      | S-Klasse                      | ML-Klasse                     | GL-Klasse                     |
| -------------- | ----------------------------- | ----------------------------- | ----------------------------- | ----------------------------- |
| Modelserie     | W211                          | W221                          | W164                          | X164                          |
| Cilinderinhoud | 3996 cm³                      | 3996 cm³                      | 3996 cm³                      | 3996 cm³                      |
| Vermogen       | 231 kW / 314 pk bij 3.600/min | 235 kW / 320 pk bij 3.600/min | 225 kW / 306 pk bij 3.600/min | 225 kW / 306 pk bij 3.600/min |
| Max. koppel    | 730 Nm bij 2.200/min          | 730 Nm bij 2.200/min          | 700 Nm bij 2.000–2.600/min    | 700 Nm bij 2.200–2.600/min    |

## De vierde generatie CDI-motoren

### OM651 (viercilinder)
De vierde generatie CDI-motoren werd in 2008 geïntroduceerd en is de OM651 met typeaanduidingen 200/220/250CDI.